# Středoevropské centrum misijních studií
Středoevropské centrum misijních studií (ve zkratce SCMS) je misiologická organizace se sídlem v Praze, která nabízí vzdělání a vzájemnou spolupráci misionářům. Soustřeďuje odborníky na tuto problematiku, organizuje semináře či odborné konference a vydává tematickou literaturu a časopis. Vzniklo v roce 2005 a u jeho založení stáli čeští a jihokorejští teologové. Vydávalo časopis „Nanumto“ spolu s jeho českou verzí „Nanumto plus“ a čtvrtletně vychází periodikum „Misiologické fórum“. Předsedou sdružení je Luděk Korpa a prvním místopředsedou Jong Sil Lee. Se spolkem spolupracují například Pavel Černý, Kornélia Kolářová Takácsová coby koordinátorka projektů, dále Miroslav Erdinger, Milan Jurík či Sungkon Park.

## Pořádané konference
Centrum bylo pořadatelem konferencí:
- Potřebujeme misiologii? Jestli ano, proč ji nevyučujeme a systematicky ji nerozvíjíme? – Praha, 20. června 2007[4]
- Misiologie – současné proměny a nové důrazy – České Budějovice, 22. dubna 2010[5]
- Krizové situace v česko–slovenském kontextu po roce 1989 – Praha, 1. dubna 2011[6]
- Perspektivy misie – Praha, 7. února 2013[7]
- Církevní restituce jako výzva aneb dokážou být církve opravdu církvemi? – Praha, 5. června 2013[8]